# Phil Hockey
Philip Anthony Richard Hockey (* 8. März 1956 in Bournemouth; † 24. Januar 2013 in Kapstadt), meist Phil Hockey oder manchmal als P. A. R. Hockey zitiert, war ein britisch-südafrikanischer Ornithologe.

## Leben
Hockey wuchs im ländlichen Gloucestershire auf und war bereits als Kind an der Naturgeschichte interessiert. Er sammelte Fossilien, Schmetterlinge, Reptilien und Vögel, wobei er von seinem Vater gefördert wurde. Hockey erhielt ein Stipendium für die Monkton Combe School in Bath, wo er sein Abitur in Mathematik und Naturwissenschaften machte. Anschließend unterrichtete er ein Jahr lang an der Moffat School in Shropshire, bevor er sein Bachelor-Studium in Ökologie an der University of Edinburgh absolvierte. 1983 veröffentlichte er einige seiner Studienarbeiten über überwinternde Tafelenten (Aythya ferina) in der Zeitschrift Scottish Birds. 1976 kam Hockey zum ersten Mal nach Südafrika, wo er als Assistent von Ron Summers die Brutbiologie des Weißstirn-Regenpfeifers (Charadrius marginatus) an der Langebaan-Lagune studierte. 1979 zogen Hockey und seine erste Frau Carole nach Südafrika, wo er Mitarbeiter am Percy FitzPatrick Institute of African Ornithology an der Universität Kapstadt wurde. Die ersten Jahre lebte das Paar auf Marcus Island in der Saldanha Bay, wo Hockey mehrere bedeutende Beiträge zur Ökologie der Felsküsten leistete und darüber 1983 im South African Journal of Science berichtete. Im selben Jahr wurde er mit der Dissertation Ecology of the African black oystercatcher, Haematopus moquini zum Ph.D. an der Universität Kapstadt promoviert. 1985 unternahm Hockey im Rahmen des 25. Jährigen Jubiläums des FitzPatrick Institutes eine fünfwöchige Reise nach Chile, wo er mit seinen Kollegen Alison Bosman und Peter G. Ryan verschiedene Küstenvogelprojekte durchführte. Das Ergebnis dieser Expedition waren sechs Arbeiten, darunter eine, die Polymorphismus und kryptische Mimese bei einer Napfschnecke aufgrund der Nachstellung durch Uferwipper aufzeigte.
Hockey zeigte ein frühes Bewusstsein für die potenziellen Auswirkungen menschlicher Störungen, indem er 1981 eine Studie über die Auswirkungen von Störungen auf Brillenpinguine (Spheniscus demersus) initiierte. Er erkannte auch die Notwendigkeit solider Basisdaten und war an der Ausarbeitung der Richtlinien für den ersten Vogelatlas des südlichen Afrikas beteiligt. Sein erstes Buch war der Atlas of the Birds of the Southwestern Cape im Jahr 1989. Nachdem Hockey 1986 einen Lehrauftrag am Percy FitzPatrick Institute of African Ornithology angenommen hatte, blieb sein Hauptforschungsschwerpunkt das Nahrungsverhalten von Küstenvögeln. Er leitete Forschungsteams im tropischen Afrika und auf Inseln im Indischen Ozean, in Südamerika, auf den Kanarischen Inseln und im Nahen Osten. 
In einer Abhandlung über den Zug von Watvögeln in der Zeitschrift American Naturalist im Jahr 1992 zeigte er auf, dass die Dichte der ziehenden Küstenvögel entgegen der landläufigen Meinung an der südlichen Grenze ihres Zuggebietes am höchsten ist, und konnte dies mit einem Latitudinalen Biodiversitätsgradienten in der Nahrungsproduktion während des südlichen Sommers erklären. Er wurde bald ein anerkannter Experte für afrikanische Watvögel und veröffentlichte 1995 die Monographie Waders of Southern Africa. 
In den 1990er Jahren rief Hockey ein erfolgreiches öffentliches Aufklärungsprogramm ins Leben, das den Schwarzen Austernfischer als Aushängeschild für den Küstenschutz nutzte. Dies führte unter anderem zu einem Verbot von Geländewagen an südafrikanischen Stränden.
2008 wurde Hockey der vierte Präsident des Percy FitzPatrick Institute of African Ornithology. Während seiner akademischen Laufbahn betreute er mehr als 50 Doktoranden und Master-Studenten sowie acht Postdoktoranden. 
Gemeinsam mit seinen Studenten forschte Hockey auch über Möwen, Seeschwalben, Pinguine, Basstölpel, Greifvögel, Rallen, Trappen, Kraniche, Wildvögel, Enten, Lerchen und Grasmücken.
In den letzten Jahren seines Lebens beschäftigte sich Hockey mit den Auswirkungen des Klimawandels auf Vögel. In seinen ersten Abhandlungen wies er darauf hin, dass es unsinnig sei, den Klimawandel zur Erklärung der jüngsten Veränderungen im Verbreitungsgebiet von Vögeln heranzuziehen, da die meisten dieser Veränderungen auf andere Faktoren wie die Veränderung von Lebensräumen zurückzuführen sind. Da keine empirischen Belege für die Auswirkungen des Klimawandels auf die Vogelpopulationen vorlagen, initiierte er das Programm Hot Birds, um zu untersuchen, wie Vögel in heißen, trockenen Gebieten durch ein wärmeres Klima beeinträchtigt werden könnten. Sein Krebstod im Januar 2013 verhinderte jedoch, dass er dieses Projekt fortsetzen konnte.
Hockey veröffentlichte mehr als 120 wissenschaftliche Abhandlungen, 150 semipopulärwissenschaftliche Artikel, 10 Bücher und zahlreiche Buchkapitel, darunter den Abschnitt über die Austernfischer im dritten Band des Handbook of the Birds of the World (1996). 2005 war er federführender Herausgeber der siebenten Auflage des Werks Birds of Southern Africa von Austin Roberts, das er in einem 5-Jahres-Projekt von einem Vogelführer in ein umfangreiches Handbuch umwandelte. Der Feldführer Sasol Birds of Southern Africa (1993), den er gemeinsam mit Ian Sinclair and Warwick Tarboton schrieb, wurde zum Bestseller.
2008 wurde er von der Zoological Society of Southern Africa mit der Stevenson-Hamilton-Medaille für seinen Beitrag zur öffentlichen Wahrnehmung der Wissenschaft ausgezeichnet.